# Meilleur buteur du championnat du Brésil
 (3 décembre 2023).
Voici la liste des Meilleurs buteurs du Championnat brésilien.

## Palmarès
| Année | Footballeur      | Club                | Buts |
| ----- | ---------------- | ------------------- | ---- |
| 1971  | Dario            | Atlético Mineiro    | 17   |
| 1972  | Dario            | Atlético Mineiro    | 17   |
| 1972  | Pedro Rocha      | São Paulo           | 17   |
| 1973  | Ramón            | Santa Cruz          | 21   |
| 1974  | Roberto Dinamite | Vasco da Gama       | 16   |
| 1975  | Flávio           | Internacional       | 16   |
| 1976  | Dario            | Internacional       | 16   |
| 1977  | Reinaldo         | Atlético Mineiro    | 28   |
| 1978  | Paulinho         | Vasco da Gama       | 19   |
| 1979  | César            | América (RJ)        | 12   |
| 1979  | Roberto César    | Cruzeiro            | 12   |
| 1980  | Zico             | Flamengo            | 21   |
| 1981  | Nunes            | Flamengo            | 16   |
| 1982  | Zico             | Flamengo            | 21   |
| 1983  | Serginho Chulapa | Santos              | 22   |
| 1984  | Roberto Dinamite | Vasco da Gama       | 16   |
| 1985  | Edmar            | Guarani             | 20   |
| 1986  | Careca           | São Paulo           | 25   |
| 1987  | Müller           | São Paulo           | 25   |
| 1988  | Nílson           | Internacional       | 15   |
| 1989  | Túlio            | Goiás               | 11   |
| 1990  | Charles          | Bahia               | 11   |
| 1991  | Paulinho         | Santos              | 15   |
| 1992  | Bebeto           | Vasco da Gama       | 18   |
| 1993  | Guga             | Santos              | 14   |
| 1994  | Amoroso          | Guarani             | 19   |
| 1994  | Túlio            | Botafogo            | 19   |
| 1995  | Túlio            | Botafogo            | 23   |
| 1996  | Renaldo          | Atlético Mineiro    | 16   |
| 1996  | Paulo Nunes      | Grêmio              | 16   |
| 1997  | Edmundo          | Vasco da Gama       | 29   |
| 1998  | Viola            | Santos              | 21   |
| 1999  | Guilherme        | Atlético Mineiro    | 28   |
| 2000  | Dill             | Goiás               | 20   |
| 2000  | Magno Alves      | Fluminense          | 20   |
| 2000  | Romário          | Vasco da Gama       | 20   |
| 2001  | Romário          | Vasco da Gama       | 21   |
| 2002  | Luís Fabiano     | São Paulo           | 19   |
| 2002  | Rodrigo Fabri    | Grêmio              | 19   |
| 2003  | Dimba            | Goiás               | 31   |
| 2004  | Washington       | Atlético Paranaense | 34   |
| 2005  | Romário          | Vasco da Gama       | 22   |
| 2006  | Souza            | Goiás               | 17   |
| 2007  | Josiel           | Paraná Clube        | 20   |
| 2008  | Keirrison        | Coritiba            | 21   |
| 2008  | Washington       | Fluminense          | 21   |
| 2008  | Kléber Pereira   | Santos              | 21   |
| 2009  | Diego Tardelli   | Atlético Mineiro    | 19   |
| 2010  | Jonas            | Grêmio              | 23   |
| 2011  | Borges           | Santos              | 23   |
| 2012  | Fred             | Fluminense          | 20   |
| 2013  | Éderson          | Atlético Paranaense | 21   |
| 2014  | Fred             | Fluminense          | 18   |
| 2015  | Ricardo Oliveira | Santos              | 20   |
| 2016  | Diego Souza      | Sport Recife        | 14   |
| 2016  | Fred             | Atlético Mineiro    | 14   |
| 2016  | William Pottker  | Ponte Preta         | 14   |
| 2017  | Henrique Dourado | Fluminense          | 18   |
| 2017  | Jô               | Corinthians         | 18   |
| 2018  | Gabriel Barbosa  | Flamengo            | 18   |
| 2019  | Gabriel Barbosa  | Flamengo            | 25   |